# Bidingen
Bidingen è un comune tedesco di 1 693 abitanti, situato nel land della Baviera.